# Louis Gallait
Louis Gallait (Doornik, 10 maart 1810 - Schaarbeek, 20 november 1887) is een Belgische schilder van historie-, genre- en portretstukken.

## Artistieke loopbaan
Gallait specialiseerde zich in het grote genre, dat wil zeggen de uitbeelding van historische, mythologische en religieuze onderwerpen, naast genrestukken. Hij was ook een uitmuntend en internationaal gereputeerd schilder van met zwier en voornaamheid uitgevoerde portretten. Zijn internationale reputatie reikte tot in Rusland. Met Nicaise de Keyser, Gustaaf Wappers, Ernest Slingeneyer, Hendrik Leys en Antoine Wiertz wordt hij tot de belangrijkste vertegenwoordigers van de romantiek in de Belgische schilderkunst gerekend. 
Hij kreeg zijn opleiding aan de Academie voor Schone Kunsten van Doornik en de Koninklijke Academie voor Schone Kunsten van Antwerpen. Dankzij een door de staat toegekende subsidie kon hij in 1834 in Parijs in de leer gaan bij de Dortse schilder Ary Scheffer (1795-1858). In 1841 voltooide hij zijn Troonsafstand van keizer Karel V, een opdracht van de Belgische regering. Eduard De Bièfve schilderde op vrijwel hetzelfde formaat de tegenhanger van dit stuk, Het eedverbond der edelen. Beide schilderijen werden samen tentoongesteld en enthousiast ontvangen door de Belgische kritiek. Zij begonnen dra een triomftocht door de Duitse steden. Het ontstaan van een eigen Duitse school van historieschilders, met kunstenaars als Karl von Piloty, wordt mee op het conto geschreven van de Belgische schilderkunst en wel met name van Gallait en De Biefve. 
Na de Troonsafstand van Karel V kreeg Gallait tegen de verwachting in niet onmiddellijk nog belangrijke opdrachten. Zijn familie schonk en legateerde ettelijke werken aan de Koninklijke Musea voor Schone Kunsten van België te Brussel. In 1851 schilderde Gallait de Laatste eerbewijzen aan Egmont en Horne. Zijn grootste opdracht kwam laat in zijn carrière, toen hij voor de Belgische senaat een pantheon van vijftien vaderlandse helden moest schilderen. Ze waren geselecteerd door Joseph Kervyn de Lettenhove. Voor elk stuk, op gouden achtergrond, kreeg hij 6.000 frank. Zo viel hem toch nog grote erkenning ten deel. Hij rondde de cyclus af in 1878.

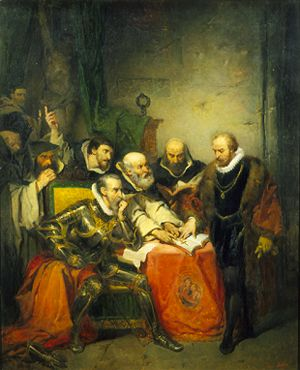
De eed van Vargas (1835)
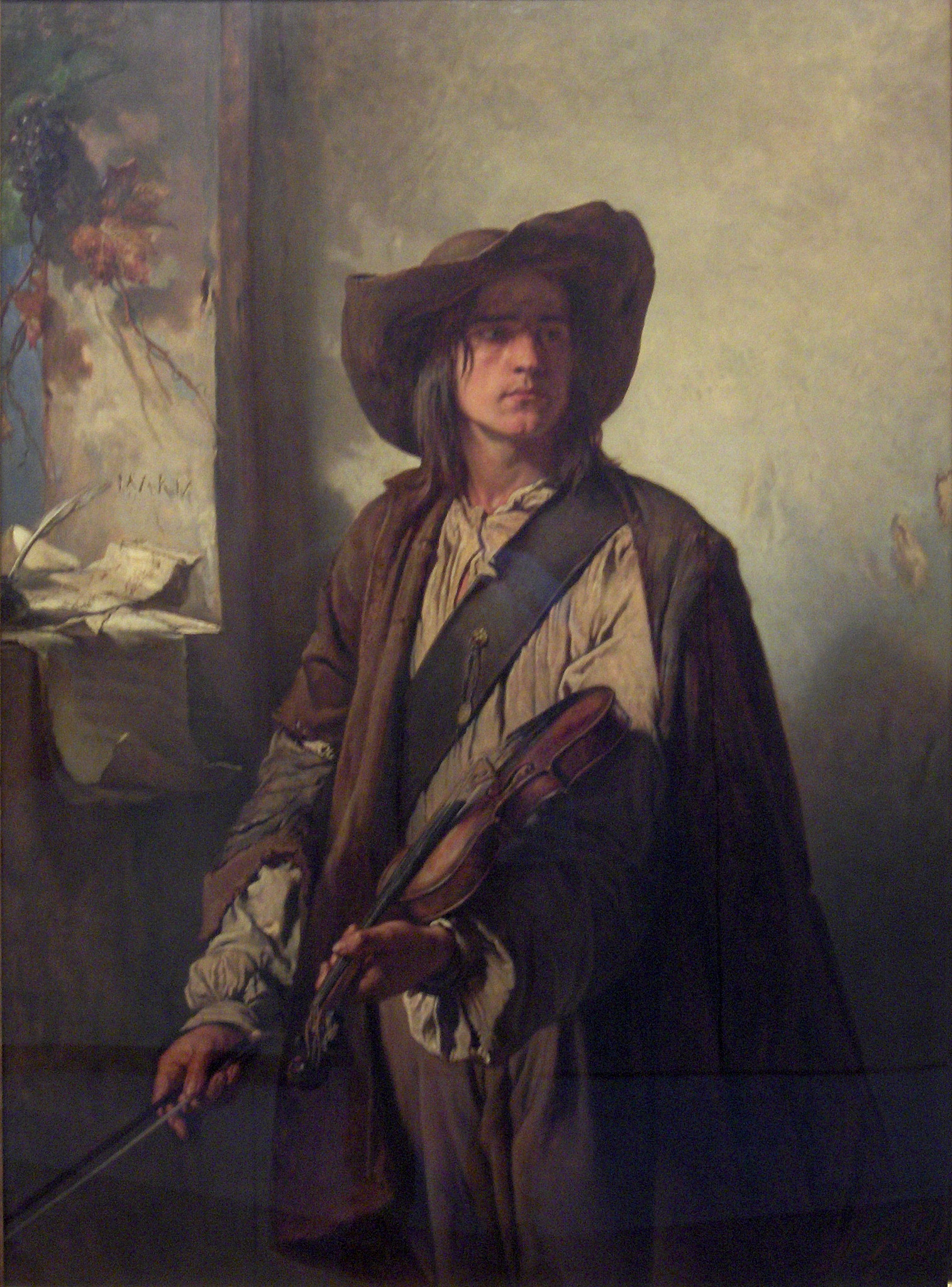
Kunst en Vrijheid (1849)
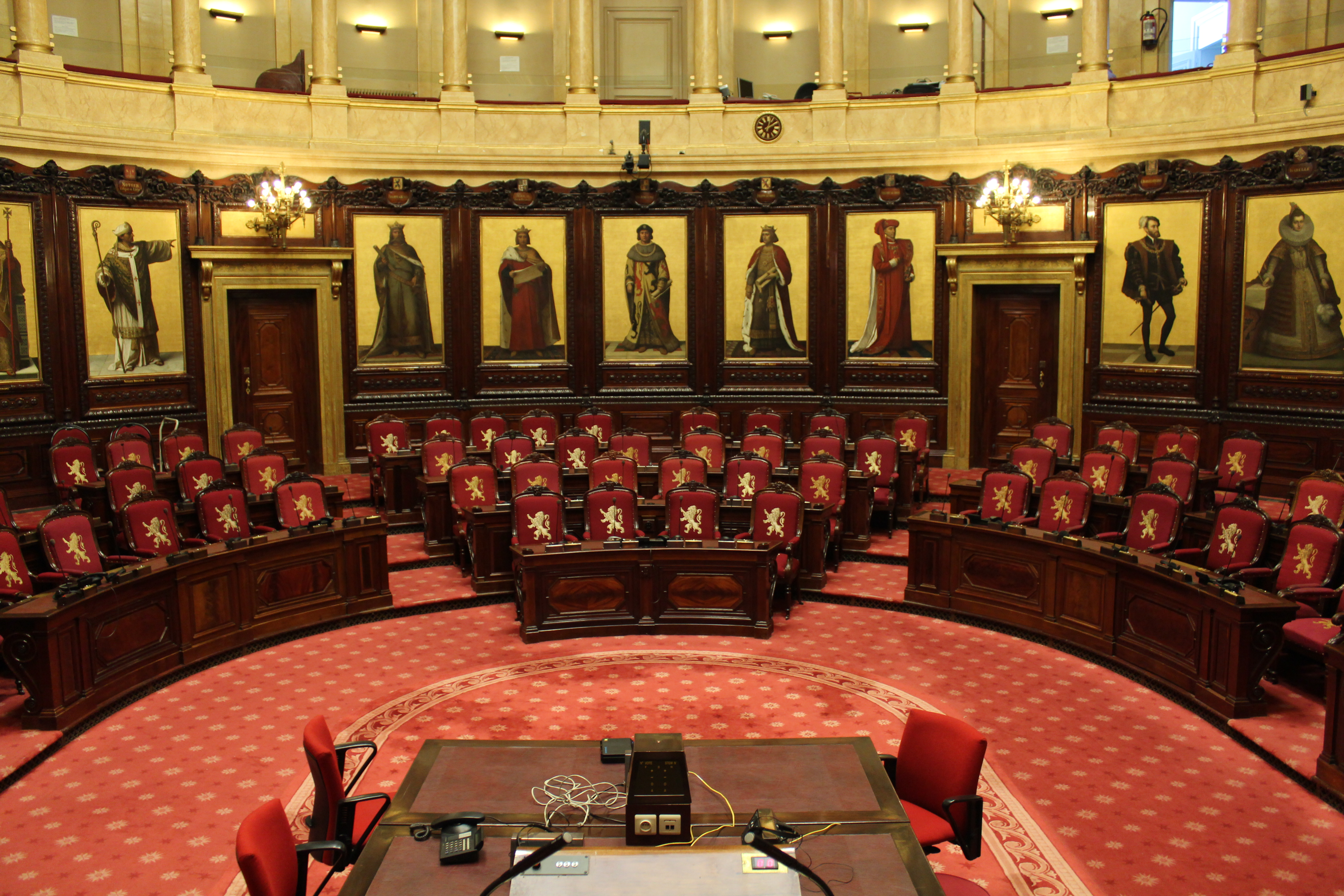
Senaatspantheon
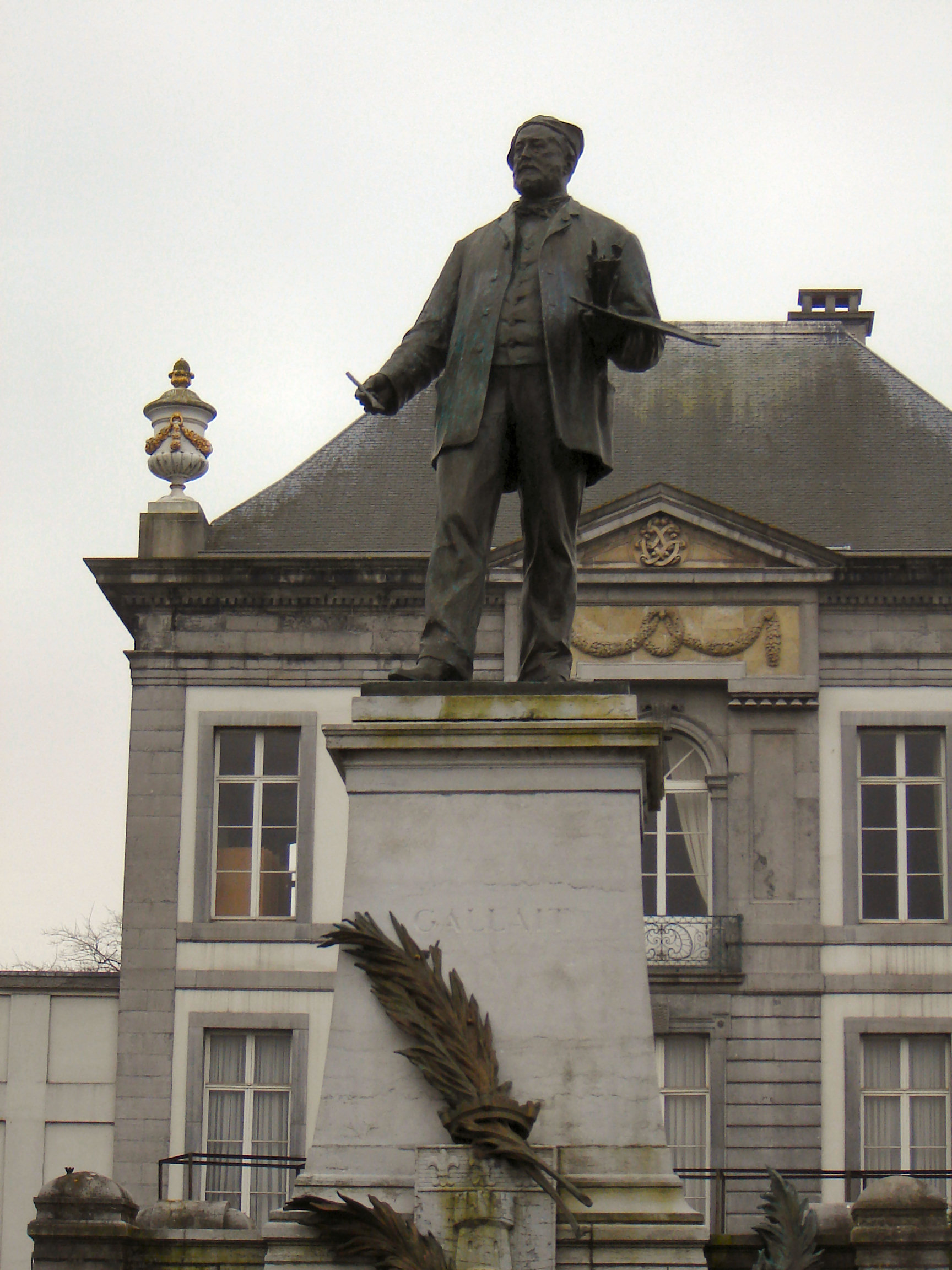
Standbeeld van Gallait in Doornik